# Kallima
Genre
Kallima est un genre de papillons de la sous-famille des Nymphalinae  (famille des Nymphalidae). Ces espèces se rencontrent dans le Sud de l'Asie et certaines sont des migrateurs prouvés.

## Historique et dénomination
- Le genre Kallima a été décrit par l’entomologiste anglais Edward Doubleday en 1849.
- L'espèce type est Paphia paralekta ((Horsfield, 1829), protonyme de Kallima paralekta paralekta

## Synonyme
- Callima (Herrich-Schäffer, 1858)

## Nom vernaculaire
En anglais ces espèces sont appelées Oakleaf Butterflies en raison de leurs revers semblables à des feuilles.

## Liste d'espèces
Selon BioLib (30 décembre 2020) :
- Kallima albofasciata (Moore, 1877) ; aux îles Andaman
- Kallima alompra (Moore, 1879) ;  dans le Sud de la Birmanie
- Kallima buxtoni  (Moore, 1879) ; à Bornéo
- Kallima horsfieldi (Kollar, 1844) ; en Inde
- Kallima inachus (Boisduval, 1846) ; en Chine, au Japon, en Inde et dans l'Himalaya
- Kallima knyvetti (de Nicéville, 1886) ; dans le Nord de la Birmanie
- Kallima limborgii (Moore, 1879) ; en Thaïlande et dans le Sud de la Birmanie
  - Kallima limborgii amplirufa (Fruhstorfer, 1898) ; en Malaisie
- Kallima paralekta (Horsfield, 1829)
- Kallima philarchus (Westwood, 1848) ; à Ceylan et dans le Sud de l'Inde
- Kallima spiridiva (Grose-Smith, 1885) ; à Sumatra

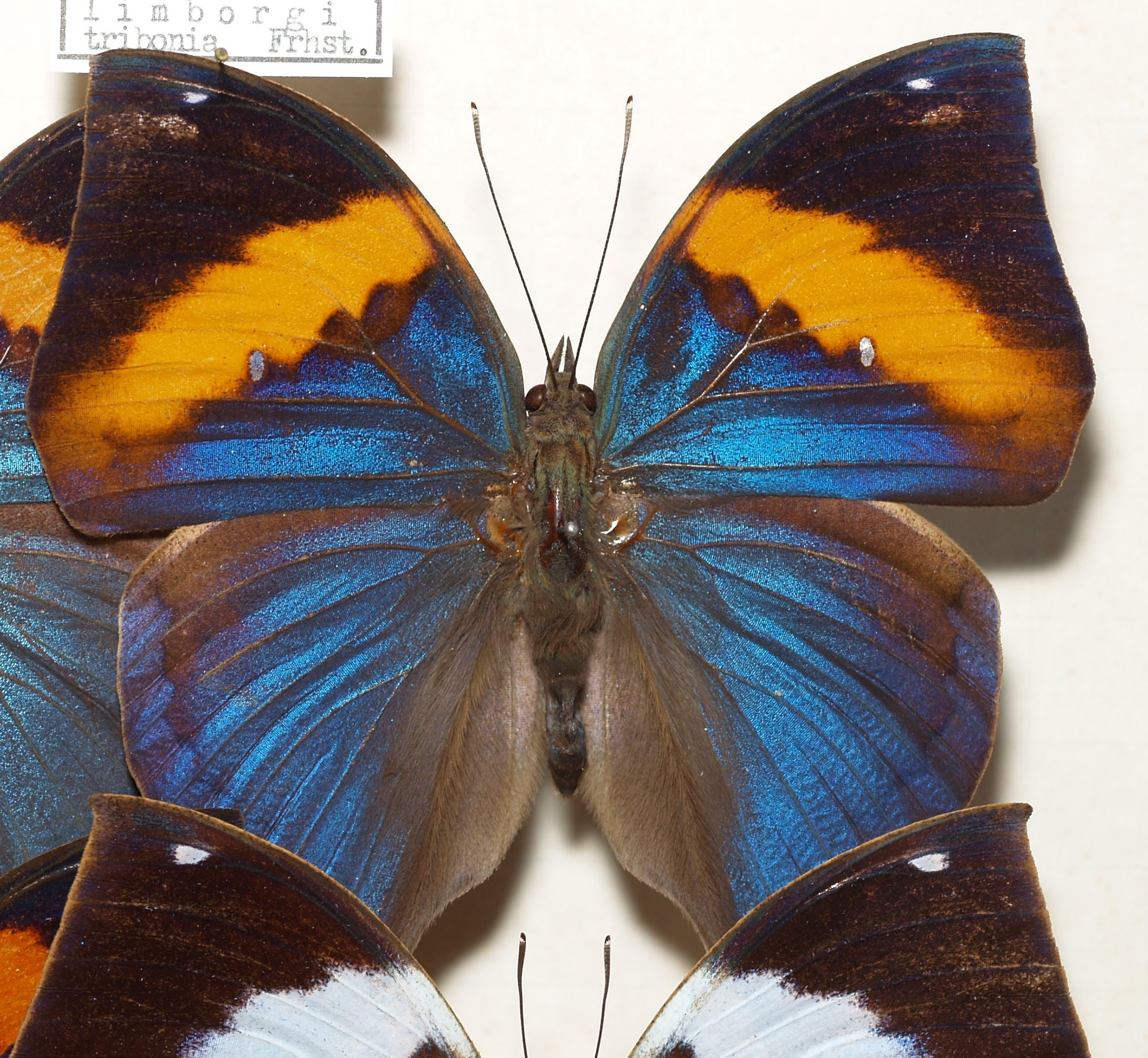
Kallima limborgii - Mâle.
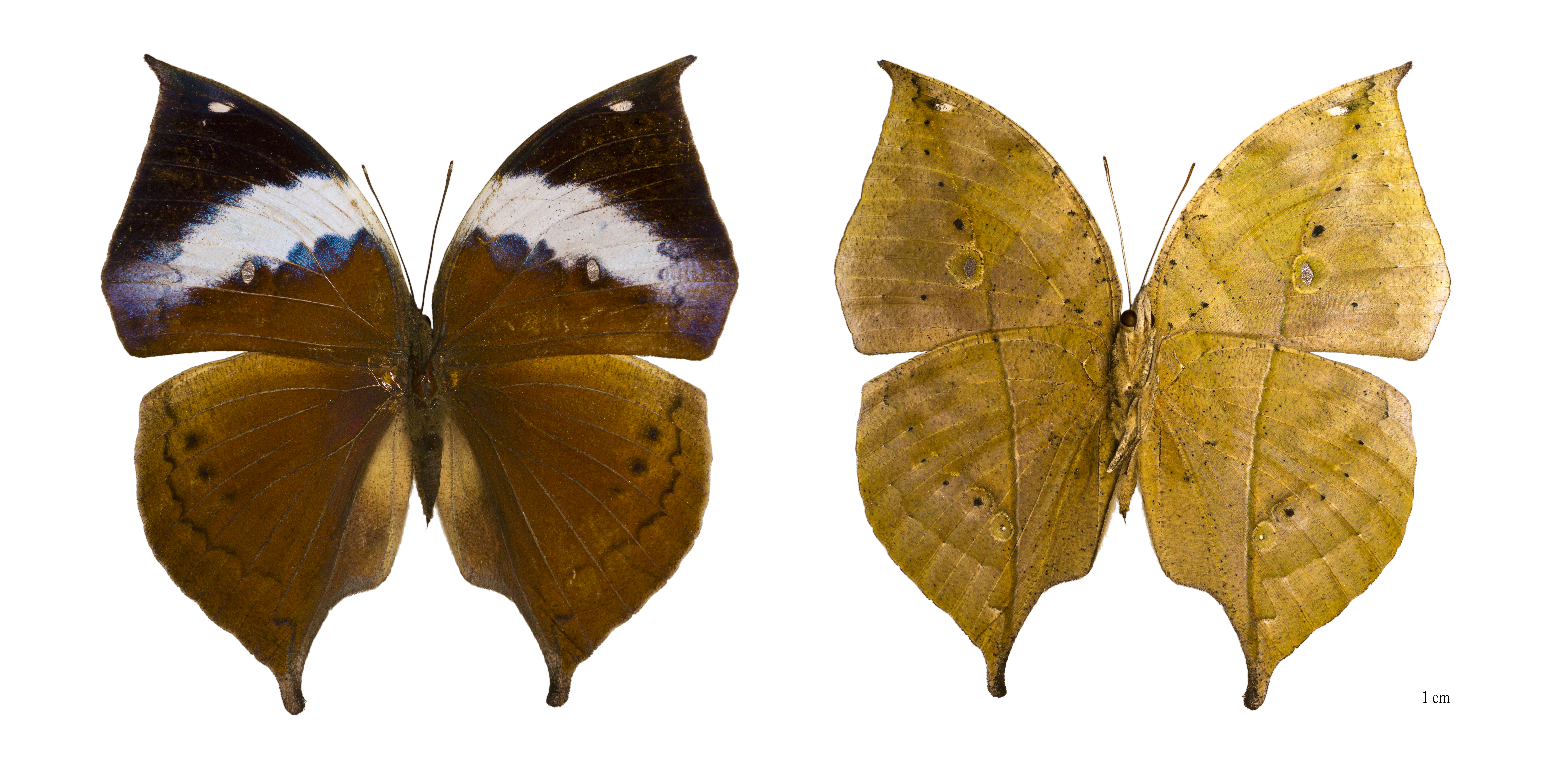
Kallima paralekta - Femelle.
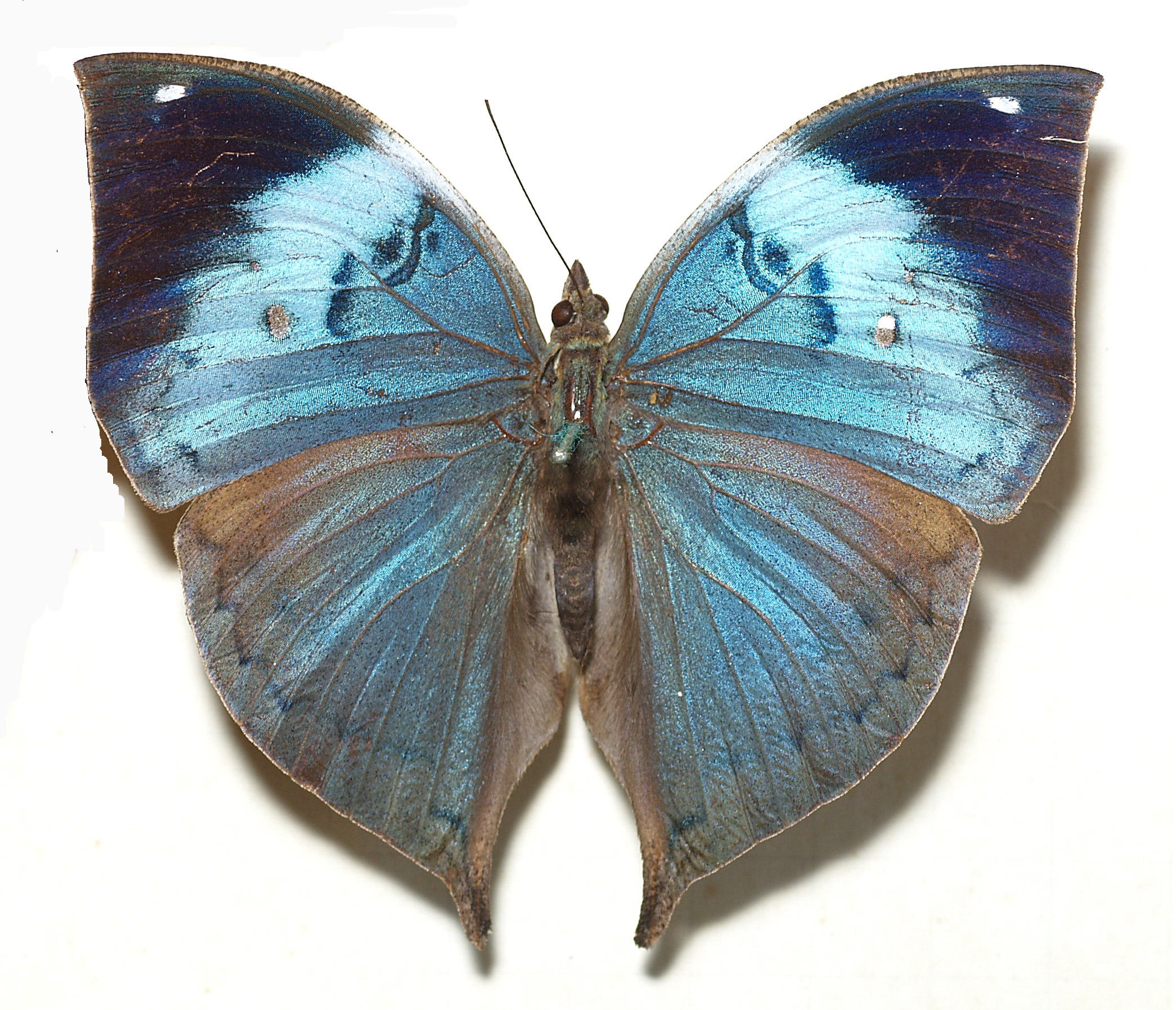
Kallima philarchus - Mâle.
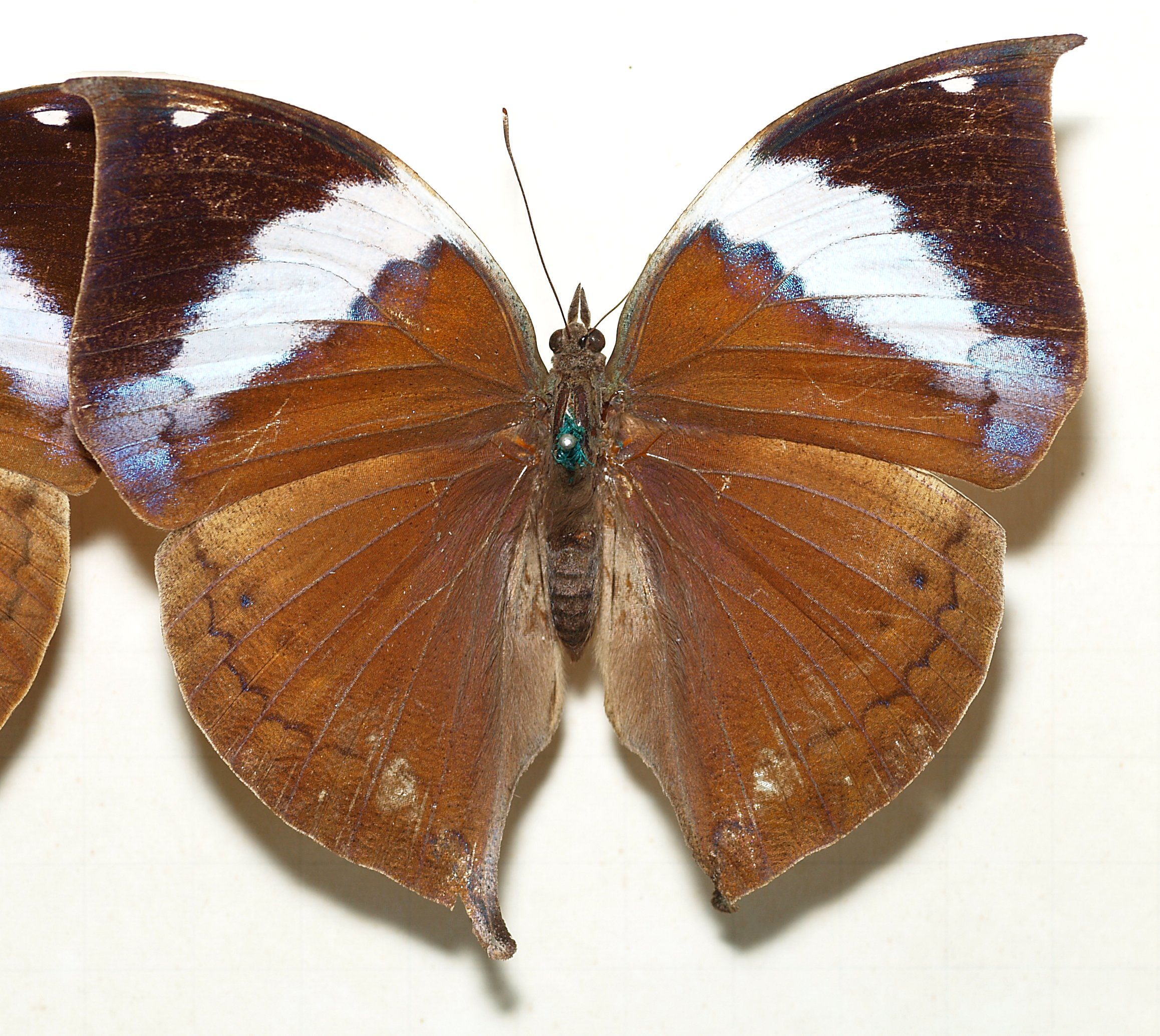
Kallima spiridiva - Femelle.